# Albert Noguera
Albert Noguera Fernández (Barcelona, 21 de noviembre de 1978) es un jurista y politólogo español. Es catedrático de Derecho Constitucional en la Universidad de Valencia.

## Biografía
Es especialista en procesos constituyentes y constitucionalismo en Latinoamérica, región en la que residió durante casi una década. Se Doctoró en Derecho en la Universidad de La Habana, escribiendo su tesis doctoral sobre la reforma constitucional cubana de 1992 y las transformaciones ocurridas en la isla en los años 90 fruto de la caída del campo socialista. Ejerció como asesor de los gobiernos boliviano y ecuatoriano en las Asambleas Constituyentes de estos países, participando de las comisiones técnicas de redacción de la Constitución de Bolivia de 2009 y de Ecuador de 2008. Además, participó como experto en la Comisión de estudio del Proceso Constituyente en el Parlamento catalán en 2016 y, durante el 2021, asistió a las sesiones de diversas comisiones temáticas de la Convención constitucional chilena como parte del equipo del Observatorio Latinoamericano sobre el Proceso Constituyente de Chile. Así mismo, fue consultor de la Corte Constitucional ecuatoriana.
Ha sido profesor visitante en diversas instituciones académicas como los centros de estudios latinoamericanos de la Universidad de Georgetown y la Universidad de Ámsterdam, la Universidad Nacional Autónoma de México, la Universidad de Edimburgo o la Universidad Andina Simón Bolívar de Quito, entre otras. 
Suele escribir también textos en el ámbito de la filosofía política y la teoría del Estado, en los que partiendo del constitucionalismo crítico, el marxismo y la corriente del pluralismo jurídico, se centra en el análisis y formulación de propuestas para generar igualdad social y nuevas prácticas de garantía de los derechos en el marco de los procesos de desmantelamiento del Estado social y transición hacia las sociedades neoliberales y post-neoliberales. 
Ha dirigido diferentes equipos de investigación, entre ellos, Democracia+. Grupo de investigación inter-universitario sobre Poder Constituyente y nuevo constitucionalismo. Actualmente, es director de la Cátedra de vivienda y derecho a la ciudad de la Universidad de Valencia. Vinculado a organizaciones y movimientos sociales fue miembro fundador del Grupo Ruptura, que aglutinó profesoras y profesores de la izquierda transformadora de distintas universidades de España durante el periodo 2015-2022. Colabora habitualmente en medios de comunicación como Eldiario.es o Ctxt.

## Libros
- Albert Noguera. Derecho y Hegemonía. Un estudio socio-jurídico de la Cuba actual (Buenos Aires: Ediciones Cooperativa. 2007). ISBN 978-987-1246-47-2
- Albert Noguera. El Derecho en la legitimación del Poder. Del constitucionalismo liberal clásico a la crisis del Derecho Constitucional (Buenos Aires: Ediciones Cooperativa. 2007). ISBN 978-987-1246-54-0
- Albert Noguera. Constitución, plurinacionalidad y pluralismo jurídico en Bolivia (La Paz: Enlace. 2009). 
- Albert Noguera. Los derechos sociales en las nuevas Constituciones latinoamericanas (Valencia: Tirant lo Blanch. 2010). ISBN 978-84-9876-830-5
- Albert Noguera y Germano Schwartz (eds.). Cultura e identidade em tempo de transformações. Reflexões a partir da teoria do direito e da sociologia (Cuiritiba; Editora Júrua. 2011). ISBN 978-85-3623-480-9
- Albert Noguera. Utopía y Poder Constituyente. Los ciudadanos ante los tres monismos del Estado neoliberal (Madrid: Sequitur. 2012). ISBN 978-84-1570-704-2
- Albert Noguera (ed.). Crisis de la representación y nuevas formas de participación política (Valencia: Tirant lo Blanch. 2013). ISBN 978-84-9004-967-9
- Albert Noguera y Adoración Guamán. Derechos sociales, integración económica y medidas de austeridad: la UE contra el constitucionalismo social (Albacete: Bomarzo. 2014). ISBN 978-84-15923-63-3
- Albert Noguera. La igualdad ante el fin del Estado social. Propuestas constitucionales para construir una nueva igualdad (Madrid: Sequitur. 2014). ISBN 978-84-15707-16-5
- Albert Noguera y Adoración Guamán (Dir.), Lecciones sobre Estado social y derechos sociales (Valencia: Tirant lo Blanch, 2014). ISBN 978-84-9053-791-6
- Albert Noguera y Marco Navas. Los nuevos derechos de participación ¿derechos constituyentes o constitucionales? Un estudio del modelo constitucional de Ecuador (Valencia: Tirant lo Blanch. 2016). ISBN 978-84-9086-895-9
- Albert Noguera. El sujeto constituyente. Entre lo viejo y lo nuevo (Madrid: Trotta. 2017). ISBN 978-84-9879-694-0
- Albert Noguera. La ideología de la soberanía. Hacia una reconstrucción emancipadora del constitucionalismo (Madrid: Trotta. 2019). ISBN 978-84-9879-807-4
- Albert Noguera y Jule Goikoetxea. Estallidos. Revueltas, clase, identidad y cambio político (Barcelona: Bellaterra. 2021). ISBN 978-84-18684-88-3
- Albert Noguera. El retorno de los humildes. El proceso de cambio en Bolivia después de Evo (Madrid: Akal. 2022). ISBN 978-84-460-5174-9
- Albert Noguera (Coord.). Regular los alquileres. La lucha por el derecho a una vivienda digna en España (Valencia: Tirant lo Blanch. 2022). ISBN 978-84-1130-404-7
- Albert Noguera. El asalto a las fronteras del Derecho. Revolución y Poder constituyente en la era de la ciudad global (Madrid: Trotta. 2023). ISBN  978-84-1364-096-9
- Albert Noguera. La refundación fallida. Aprendizajes del proceso constituyente chileno de 2019-2022 (Valencia: Tirant lo Blanch. 2023). ISBN  978-84-1169-881-8